# Queyrières
Queyrières est une commune française située dans le département de la Haute-Loire en région Auvergne-Rhône-Alpes.

## Géographie

### Localisation
La commune de Queyrières se trouve dans le département de la Haute-Loire, en région Auvergne-Rhône-Alpes.
Elle se situe à 21 km par la route du Puy-en-Velay, préfecture du département, et à 8 km de Saint-Julien-Chapteuil, bureau centralisateur du canton d'Emblavez-et-Meygal dont dépend la commune depuis 2015 pour les élections départementales.
Les communes les plus proches sont : 
Saint-Hostien (4,0 km), Le Pertuis (4,1 km), Saint-Julien-Chapteuil (5,1 km), Bessamorel (5,4 km), Saint-Pierre-Eynac (5,8 km), Araules (6,2 km), Montusclat (6,9 km), Saint-Étienne-Lardeyrol (7,6 km).
| Le Pertuis             |            | Yssingeaux  |
|                        | Queyrières | Araules     |
| Saint-Julien-Chapteuil |            | Champclause |

### Climat
Pour des articles plus généraux, voir Climat d'Auvergne-Rhône-Alpes et Climat de la Haute-Loire.
En 2010, le climat de la commune est de type climat de montagne, selon une étude du Centre national de la recherche scientifique s'appuyant sur une série de données couvrant la période 1971-2000. En 2020, Météo-France publie une typologie des climats de la France métropolitaine dans laquelle la commune est exposée à un climat de montagne ou de marges de montagne et est dans la région climatique Sud-est du Massif Central, caractérisée par une pluviométrie annuelle de 1 000 à 1 500 mm, minimale en été, maximale en automne.
Pour la période 1971-2000, la température annuelle moyenne est de 6,6 °C, avec une amplitude thermique annuelle de 15,2 °C. Le cumul annuel moyen de précipitations est de 990 mm, avec 10 jours de précipitations en janvier et 6,7 jours en juillet. Pour la période 1991-2020, la température moyenne annuelle observée sur la station météorologique de Météo-France la plus proche, « Le Pertuis_sapc », sur la commune du Pertuis à 4 km à vol d'oiseau, est de 8,7 °C et le cumul annuel moyen de précipitations est de 918,7 mm,. Pour l'avenir, les paramètres climatiques de la commune estimés pour 2050 selon différents scénarios d'émission de gaz à effet de serre sont consultables sur un site dédié publié par Météo-France en novembre 2022.

### Géologie et relief
Commune de moyenne montagne située au milieu du pays des Sucs et au pied du versant occidental du massif du Meygal, Queyrières héberge le rocher de Queyrières, en plein cœur du village (1 170 m) le mont Ranc (1 255 m d'altitude, dont elle partage les pentes et le sommet avec la commune limitrophe du Pertuis), la Mézère (1 203 m), le mont Chabrier (1 230 m), la roche Girard (1 233 m), le Montivernoux (1 371 m, second sommet de 1 364 m), et le Testavoyre, dont le flanc nord-ouest appartient à la commune et qui en constitue, avec ses 1 436 m d’altitude, le point culminant, et aussi celui du Meygal.

### Hydrographie
La rivière Sumène prend sa source aux Chalayes, un peu au nord-est de Monedeyres, au pied du mont Chabrier.

## Urbanisme

### Typologie
Au 1er janvier 2024, Queyrières est catégorisée commune rurale à habitat dispersé, selon la nouvelle grille communale de densité à sept niveaux définie par l'Insee en 2022.
Elle est située hors unité urbaine. Par ailleurs la commune fait partie de l'aire d'attraction du Puy-en-Velay, dont elle est une commune de la couronne,. Cette aire, qui regroupe 59 communes, est catégorisée dans les aires de 50 000 à moins de 200 000 habitants,.

### Occupation des sols
L'occupation des sols de la commune, telle qu'elle ressort de la base de données européenne d’occupation biophysique des sols Corine Land Cover (CLC), est marquée par l'importance des forêts et milieux semi-naturels (52,8 % en 2018), une proportion sensiblement équivalente à celle de 1990 (53 %). La répartition détaillée en 2018 est la suivante : 
forêts (52,8 %), prairies (40,8 %), zones agricoles hétérogènes (6,5 %). L'évolution de l’occupation des sols de la commune et de ses infrastructures peut être observée sur les différentes représentations cartographiques du territoire : la carte de Cassini (XVIIIe siècle), la carte d'état-major (1820-1866) et les cartes ou photos aériennes de l'IGN pour la période actuelle (1950 à aujourd'hui).

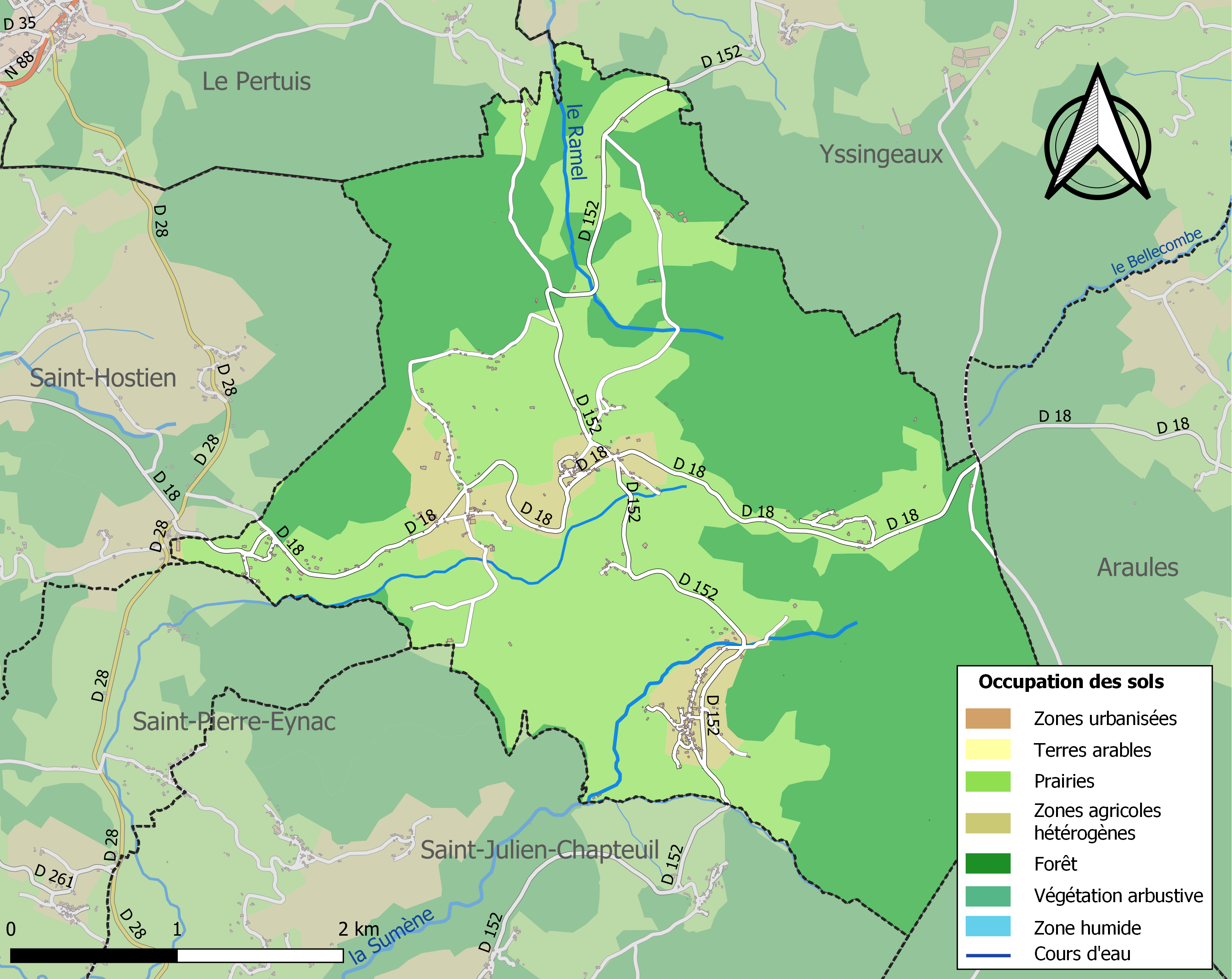
Carte des infrastructures et de l'occupation des sols de la commune en 2018 (CLC).

### Habitat et logement
En 2018, le nombre total de logements dans la commune était de 272, alors qu'il était de 265 en 2013 et de 259 en 2008.
Parmi ces logements, 50,4 % étaient des résidences principales, 38,2 % des résidences secondaires et 11,4 % des logements vacants. Ces logements étaient pour 97,8 % d'entre eux des maisons individuelles et pour 2,2 % des appartements.
Le tableau ci-dessous présente la typologie des logements à Queyrières en 2018 en comparaison avec celle de la Haute-Loire et de la France entière. Une caractéristique marquante du parc de logements est ainsi une proportion de résidences secondaires et logements occasionnels (38,2 %) supérieure à celle du département (16,1 %) et à celle de la France entière (9,7 %). Concernant le statut d'occupation de ces logements, 83,9 % des habitants de la commune sont propriétaires de leur logement (81,9 % en 2013), contre 70 % pour la Haute-Loire et 57,5 pour la France entière.
| Typologie                                               | Queyrières | Haute-Loire | France entière |
| ------------------------------------------------------- | ---------- | ----------- | -------------- |
| Résidences principales (en %)                           | 50,4       | 71,5        | 82,1           |
| Résidences secondaires et logements occasionnels (en %) | 38,2       | 16,1        | 9,7            |
| Logements vacants (en %)                                | 11,4       | 12,4        | 8,2            |

## Toponymie
Anciennes mentions : Castellum quod dicitur Quadreria, in pago Vellaico (vers 1020), Castrum de Cayreria (1333), Cayrayra (1344), Cayreyra (1361), Queyreyra (1451), La chapellenie de S. Dompnin de Querière (1684).
Le toponyme Queyrières pourrait dériver de l'occitan careiro, déformation de cadiero, ou de chadeiro, signifiant « chaise de pierre ». Il pourrait également évoquer une « carrière » ou un « lieu d’extraction de pierre ».

## Histoire
La singulière butte basaltique, autour de laquelle sont disposées les maisons du bourg de Queyrières, était surmonté dès le XIe siècle par un château, dont il ne subsiste aucun vestige.
Dans le haut Moyen Âge, des ateliers monétaires auraient été établis à Monedeyres, situé alors dans le mandement de Chapteuil, première capitale (capitole) du Velay.
En 1841, Monedeyres fut détaché de la commune de Saint-Julien-Chapteuil et incorporé à celle de Queyrières.
Lors de la Seconde guerre mondiale le Maquis Wodli, regroupant des FTPF auraient caché une partie des évadés de la prison du Puy de la nuit du 1er au 2 octobre 1943.

## Politique et administration

### Découpage territorial
La commune de Queyrières est membre de la communauté de communes Mézenc-Loire-Meygal, un établissement public de coopération intercommunale (EPCI) à fiscalité propre créé le 27 décembre 2016 dont le siège est à Saint-Julien-Chapteuil. Ce dernier est par ailleurs membre d'autres groupements intercommunaux.
Sur le plan administratif, elle est rattachée à l'arrondissement du Puy-en-Velay, au département de la Haute-Loire, en tant que circonscription administrative de l'État, et à la région Auvergne-Rhône-Alpes.
Sur le plan électoral, elle dépend du canton d'Emblavez-et-Meygal pour l'élection des conseillers départementaux, depuis le redécoupage cantonal de 2014 entré en vigueur en 2015, et de la première circonscription de la Haute-Loire   pour les élections législatives, depuis le redécoupage électoral de 1986.

### Liste des maires

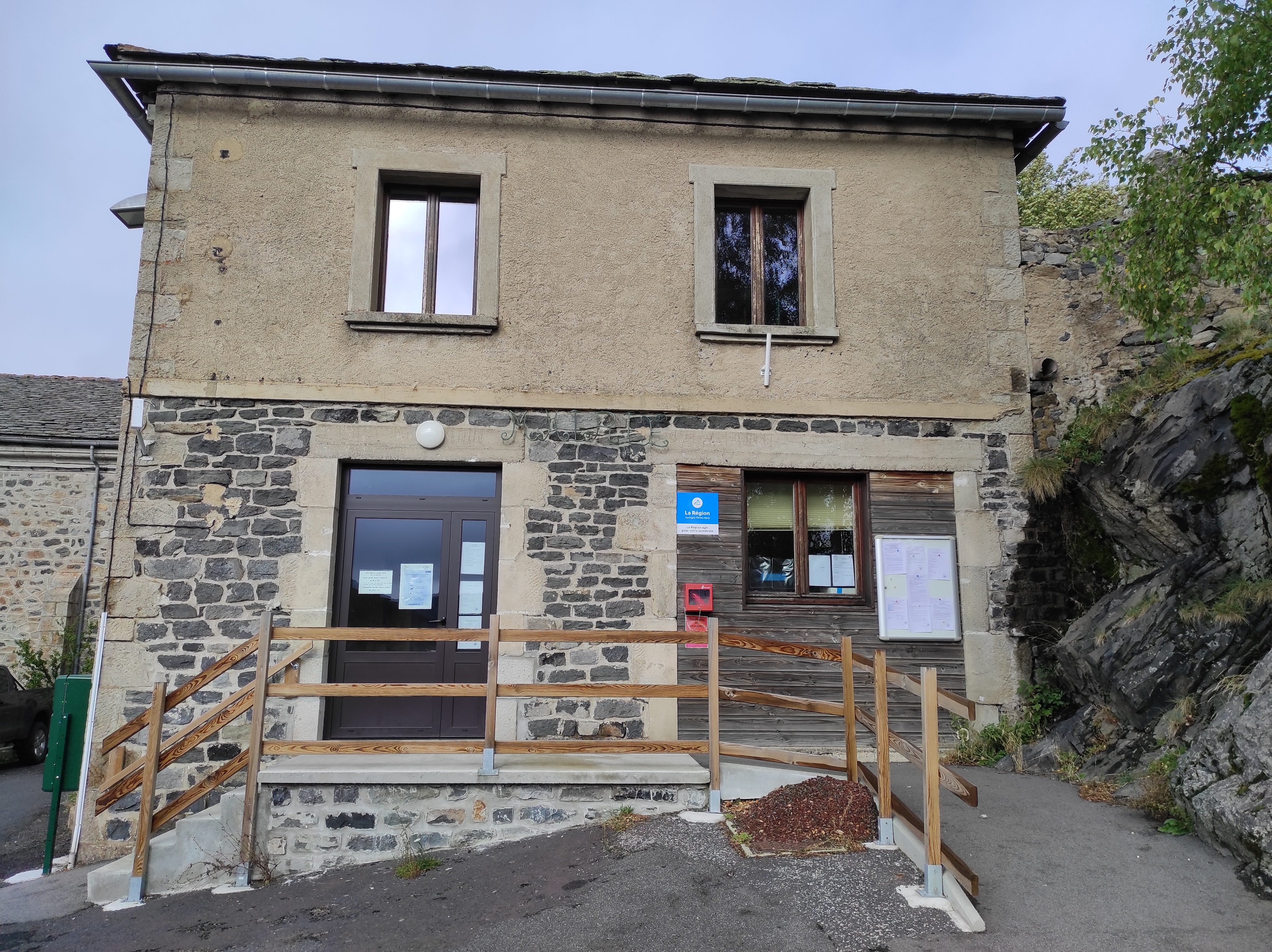
Mairie de Queyrières

La commune englobe, outre le bourg-centre qui lui a donné son nom, les villages et hameaux suivants : Monedeyres (de loin la localité la plus importante en nombre de foyers), le Fournial, la Chaud, Raucoule, les Combes, le Coudert, les Hautes, Raffy, la Varenne, le Bouchit, les Drayes, etc.

## Population et société

### Démographie

#### Évolution démographique
L'évolution du nombre d'habitants est connue à travers les recensements de la population effectués dans la commune depuis 1793. Pour les communes de moins de 10 000 habitants, une enquête de recensement portant sur toute la population est réalisée tous les cinq ans, les populations de référence des années intermédiaires étant quant à elles estimées par interpolation ou extrapolation. Pour la commune, le premier recensement exhaustif entrant dans le cadre du nouveau dispositif a été réalisé en 2005.

En 2022, la commune comptait 357 habitants, en évolution de +17,43 % par rapport à 2016 (Haute-Loire : +0,36 %, France hors Mayotte : +2,11 %).
| 1793 | 1800 | 1806 | 1821 | 1831 | 1836 | 1841 | 1846  | 1851  |
| ---- | ---- | ---- | ---- | ---- | ---- | ---- | ----- | ----- |
| 442  | 442  | 576  | 625  | 697  | 699  | 800  | 1 229 | 1 109 |

| 1856  | 1861  | 1866  | 1872  | 1876  | 1881  | 1886  | 1891  | 1896  |
| ----- | ----- | ----- | ----- | ----- | ----- | ----- | ----- | ----- |
| 1 097 | 1 147 | 1 290 | 1 212 | 1 152 | 1 102 | 1 215 | 1 078 | 1 134 |

| 1901  | 1906  | 1911 | 1921 | 1926 | 1931 | 1936 | 1946 | 1954 |
| ----- | ----- | ---- | ---- | ---- | ---- | ---- | ---- | ---- |
| 1 083 | 1 025 | 934  | 793  | 748  | 780  | 686  | 586  | 463  |

| 1962 | 1968 | 1975 | 1982 | 1990 | 1999 | 2005 | 2006 | 2010 |
| ---- | ---- | ---- | ---- | ---- | ---- | ---- | ---- | ---- |
| 404  | 331  | 261  | 212  | 232  | 285  | 311  | 312  | 310  |

| 2015 | 2020 | 2022 | - | - | - | - | - | - |
| ---- | ---- | ---- | - | - | - | - | - | - |
| 307  | 347  | 357  | - | - | - | - | - | - |

#### Pyramide des âges
La population de la commune est relativement jeune.
En 2018, le taux de personnes d'un âge inférieur à 30 ans s'élève à 34 %, soit au-dessus de la moyenne départementale (31 %). À l'inverse, le taux de personnes d'âge supérieur à 60 ans est de 27,1 % la même année, alors qu'il est de 31,1 % au niveau départemental.
En 2018, la commune comptait 162 hommes pour 157 femmes, soit un taux de 50,78 % d'hommes, légèrement supérieur au taux départemental (49,13 %).
Les pyramides des âges de la commune et du département s'établissent comme suit.
| Hommes | Classe d’âge | Femmes |
| ------ | ------------ | ------ |
| 0,0    | 90 ou +      | 1,8    |
| 9,7    | 75-89 ans    | 7,0    |
| 18,2   | 60-74 ans    | 17,5   |
| 21,0   | 45-59 ans    | 22,2   |
| 17,6   | 30-44 ans    | 17,0   |
| 10,8   | 15-29 ans    | 15,2   |
| 22,7   | 0-14 ans     | 19,3   |

| Hommes | Classe d’âge | Femmes |
| ------ | ------------ | ------ |
| 0,9    | 90 ou +      | 2,5    |
| 8,4    | 75-89 ans    | 11,7   |
| 20,4   | 60-74 ans    | 20,5   |
| 21,3   | 45-59 ans    | 20,3   |
| 16,8   | 30-44 ans    | 16,3   |
| 15,2   | 15-29 ans    | 13,2   |
| 17     | 0-14 ans     | 15,6   |

## Économie

### Revenus
En 2018, la commune compte 154 ménages fiscaux, regroupant 354 personnes. La médiane du revenu disponible par unité de consommation est de 20 480 € (20 800 € dans le département).

### Emploi
| Division       | 2008  | 2013  | 2018  |
| -------------- | ----- | ----- | ----- |
| Commune        | 4,5 % | 9,7 % | 6,3 % |
| Département    | 6,3 % | 7,7 % | 7,7 % |
| France entière | 8,3 % | 10 %  | 10 %  |

En 2018, la population âgée de 15 à 64 ans s'élève à 190 personnes, parmi lesquelles on compte 76,3 % d'actifs (70 % ayant un emploi et 6,3 % de chômeurs) et 23,7 % d'inactifs,. Depuis 2008, le taux de chômage communal (au sens du recensement) des 15-64 ans est inférieur à celui de la France et du département.
La commune fait partie de la couronne de l'aire d'attraction du Puy-en-Velay, du fait qu'au moins 15 % des actifs travaillent dans le pôle,. Elle compte 41 emplois en 2018, contre 34 en 2013 et 44 en 2008. Le nombre d'actifs ayant un emploi résidant dans la commune est de 136, soit un indicateur de concentration d'emploi de 30,5 % et un taux d'activité parmi les 15 ans ou plus de 58,8 %.
Sur ces 136 actifs de 15 ans ou plus ayant un emploi, 28 travaillent dans la commune, soit 21 % des habitants. Pour se rendre au travail, 83,8 % des habitants utilisent un véhicule personnel ou de fonction à quatre roues, 2,7 % les transports en commun, 8,8 % s'y rendent en deux-roues, à vélo ou à pied et 4,7 % n'ont pas besoin de transport (travail au domicile).

## Culture locale et patrimoine

### Lieux et monuments
Église de Queyrières

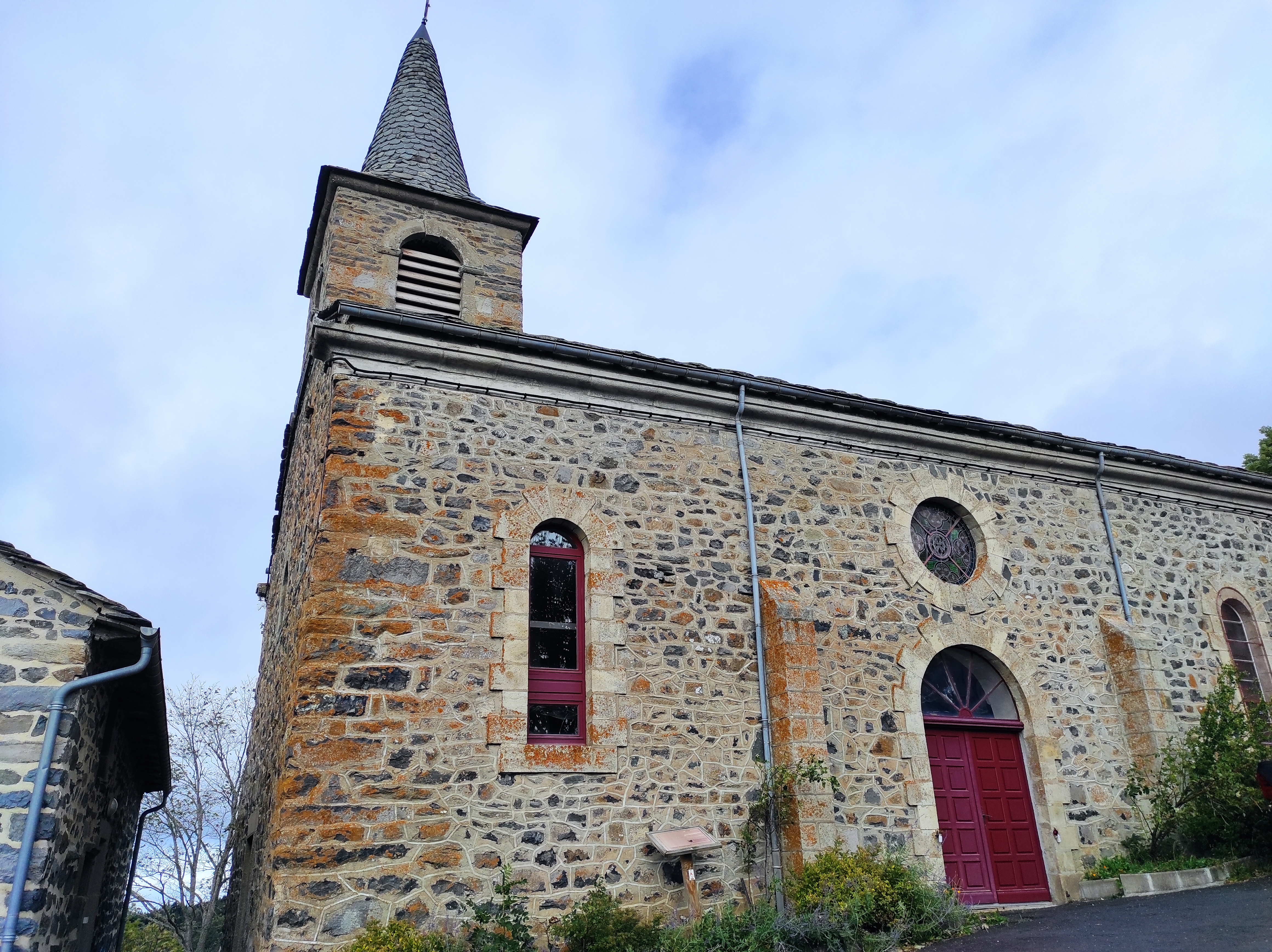
Église Saint-Jean-Baptiste

La chapelle castrale de Queyrières fut remplacée en 1414 par une nouvelle chapelle, placée sous le vocable de saint Dompnin, et construite au pied du château, à peu près à l’emplacement du chevet de l’église actuelle. Dotée de fonts baptismaux, elle évitait aux habitants une partie de leurs déplacements vers l’église paroissiale de Saint-Hostien, distante du village d’environ cinq kilomètres. Après avoir été érigée en paroisse autonome en 1820, Queyrières fit alors construire une église à part entière, dédiée cette fois à Saint-Jean-Baptiste. l’église, se dégradant ensuite progressivement, dut subir en 1887 une importante réfection, qui lui donna son aspect actuel.
« Église » de Monedeyres

Le village de Monedeyres dépendait à l’origine, tant du point de vue administratif qu’ecclésiastique, de Saint-Julien-Chapteuil, mais les habitants, se plaignant de l’éloignement, obtinrent de dépendre d’abord de la paroisse, puis de la commune de Queyrières, respectivement en 1824 et en 1841. Jugeant Queyrières encore trop distante, les habitants, en dépit des réticences de l’évêché à élever le village en paroisse autonome, prirent eux-mêmes l’initiative en 1887 de faire construire une église. Celle-ci, achevée en 1914, ne fut cependant jamais consacrée et ne vit jamais un prêtre y célébrer la moindre messe ; elle fait actuellement office de salle des fêtes.